# Kanton Boulogne-sur-Gesse
Boulogne-sur-Gesse is een voormalig kanton van het Franse departement Haute-Garonne. Het kanton maakte deel uit van het arrondissement Saint-Gaudens. Het werd opgeheven bij decreet van 13 februari 2014 met uitwerking op 22 maart 2015.

## Gemeenten
Het kanton Boulogne-sur-Gesse omvatte de volgende gemeenten:
- Blajan
- Boulogne-sur-Gesse (hoofdplaats)
- Cardeilhac
- Castéra-Vignoles
- Charlas
- Ciadoux
- Escanecrabe
- Gensac-de-Boulogne
- Larroque
- Lespugue
- Lunax
- Mondilhan
- Montgaillard-sur-Save
- Montmaurin
- Nénigan
- Nizan-Gesse
- Péguilhan
- Saint-Ferréol-de-Comminges
- Saint-Lary-Boujean
- Saint-Loup-en-Comminges
- Saint-Pé-Delbosc
- Saman
- Sarrecave
- Sarremezan